# قائمة الأفلام المصرية سنة 2011
هذه قائمة بالأفلام المصرية لعام 2011 مرتبة أبجدياً

## 2011
| اسم الفيلم         | إخراج               | بطولة | ملاحظات |
| ------------------ | ------------------- | --- | ------- |
| 365 يوم سعادة      | سعيد الماروق        | أحمد عز - دنيا سمير غانم - صلاح عبد الله - شادي خلف - لطفي لبيب - مي كساب - لاميتا فرنجية                    |         |
| أسماء              | عمرو سلامة          | هند صبري - ماجد الكدواني - هاني عادل                                                                         |         |
| أمن دولت           | أكرم فريد           | حمادة هلال - شيري عادل - عزة بهاء - سامي مغاوري                                                              |         |
| أنا بضيع يا وديع   | شريف عابدين         | أيمن قنديل - أمجد عابد - لاميتا فرنجية - انتصار - ضياء الميرغني - محسن منصور                                 |         |
| إذاعة حب           | أحمد سمير فرج       | شريف سلامة - منة شلبي - إدوارد - يسرا اللوزي - منى هلا - لطفي لبيب                                           |         |
| إكس لارج           | شريف عرفة           | أحمد حلمي - دنيا سمير غانم - إبراهيم نصر - إيمي سمير غانم - محمد شاهين - ياسمين رئيس                         |         |
| إيي يو سي          | أكرم فريد           | عمرو عابد - محمد سلام - ملك قورة - كريم قاسم - لطفي لبيب                                                     |         |
| الخروج من القاهرة  | هشام عيسوي          | محمد رمضان - ميرهان حسين - سناء موزيان - أحمد بدير                                                           |         |
| الشوق              | خالد الحجر          | أحمد عزمي - سوسن بدر - روبي - محمد رمضان                                                                     |         |
| الفاجومي           | عصام الشماع         | خالد الصاوي - صلاح عبد الله - جيهان فاضل - كندة علوش - فرح يوسف                                              |         |
| الفيل في المنديل   | أحمد البدري         | طلعت زكريا - يوسف شعبان - ريم البارودي - رامي وحيد - منة عرفة                                                |         |
| المركب             | عثمان أبو لبن       | أحمد حاتم - يسرا اللوزي - رامز أمير - فرح يوسف - ريم هلال - رغدة - أحمد فؤاد سليم                            |         |
| بيبو وبشير         | حسام علي            | آسر ياسين - منة شلبي - محمد ممدوح - هاني عادل - صفية العمري - عزت أبو عوف - سلوى محمد علي                    |         |
| تك تك بوم          | أشرف فايق           | محمد سعد - درة - محمد لطفي - محسن منصور - لطفي لبيب                                                          |         |
| سامي أكسيد الكربون | أكرم فريد           | هاني رمزي - درة - إدوارد - جنا عمرو                                                                          |         |
| سفاري              | مازن الجبلي         | أحمد بدير - رامز أمير - ماهيتاب صلاح الدين - إيهاب فهمي - ريهام حجاج - كريمة عبد الله - ليلى نور - علاء مرسي |         |
| سيما علي بابا      | أحمد الجندي         | أحمد مكي - إيمي سمير غانم - هشام إسماعيل - لطفي لبيب - محمد شاهين - محمد سلام                                |         |
| شارع الهرم         | شوري                | سعد الصغير - دينا - أحمد بدير - مها أحمد - لطفي لبيب - أحمد سلامة - أيتن عامر - مادلين طبر                   |         |
| صرخة نملة          | سامح عبد العزيز     | عمرو عبد الجليل - رانيا يوسف - حمدي أحمد - أحمد وفيق                                                         |         |
| فاصل ونعود         | أحمد نادر جلال      | كريم عبد العزيز - محمد لطفي - دينا فؤاد - أحمد راتب - محمد فراج                                              |         |
| فوكك مني           | أحمد عويس           | دينا - حسن حسني - أحمد عزمي - ريكو - مروة عبد المنعم                                                         |         |
| كف القمر           | خالد يوسف           | خالد صالح - وفاء عامر - غادة عبد الرازق - جومانا مراد - رامز أمير                                            |         |
| ميكروفون           | أحمد عبد الله السيد | خالد أبو النجا - يسرا اللوزي - هاني عادل - منة شلبي                                                          |         |
| واحد صحيح          | هادي الباجوري       | هاني سلامة - بسمة - رانيا يوسف - عمرو يوسف - كندة علوش                                                       |         |
| يا انا يا هوه      | تامر بسيوني         | نضال الشافعي - ريم البارودي - نرمين ماهر - ليلى أحمد زاهر - لطفي لبيب - رجاء الجداوي                         |         |